# Новоаврамівка
Новоавра́мівка (Усова Аврамівка, Нова Аврамівка) — село в Україні, у Хорольській міській громаді Лубенського району Полтавської області. Населення становить 1064 осіб. До 2020 орган місцевого самоврядування — Новоаврамівська сільська рада, якій також були підпорядковані села: Попівка та Мала Попівка.

## Географія
Село Новоаврамівка знаходиться на лівому березі річки Хорол, вище за течією на відстані 0,5 км розташоване село Ковалі, нижче за течією за 3 км розташоване село Попівка, на протилежному березі — село Староаврамівка. Річка в цьому місці звивиста, утворює лимани, стариці та заболочені озера. Через село проходить автомобільна дорога Т 1715.

## Історія
Село виникло наприкінці XVII — на початку XVIII століття. Перша згадка (як село Аврамівка) сягає 1666 року. Село входило до 15 найзначніших населених пунктів Хорольської сотні Миргородського полку, а з 1787 року назва Усова Аврамівка зникає і за селом закріплюється назва Нова Аврамівка.
1781 року в селі 190 хат, Вознесенська церква (1776). Населяли Новоаврамівка виборні козаки (78 хат), підпомічники (83 хати), посполиті коронні, у тому числі рангові (127 хат), підсусідки посполиті (12 хат). При церкві було два церковнослужителі. На 1787 рік — 743 душі чоловічої статі козаків, казенних селян, кріпаків, козацької старшини — сотника Матвія і військового товариша Семена Лагоди. 1795 року у Новоаврамівці налічувалося 19 вітряків. У 1859—239 дворів, 1858 жителів.
Після 1861 року Новоаврамівка стає центром волості Хорольського повіту Полтавської губернії. 1863 року 239 дворів, 1947 жителів, дерев'яна церква. На 1910 рік з 320 господарств 24,7 % були безземельними. 1910 року у Новоаврамівці 272 господарства, 1712 жителів. Населення займалося ремеслом та кустарним виробництвом (5 теслярів, 1 столяр, 8 ковалів, 18 ткачів, 12 кравців, 3 шевці). Збудовано паровий млин, складські приміщення для зерна, 2 крамниці, кілька разів на тиждень проводились базари. 1912 року відкритий медпункт (на 9 сіл і 63 хутори волості), де працював один фельдшер. З 1840 року діяла двокласна школа, де навчалося 40-45 хлопчиків, а 1895 — земська та жіноча церковноприходська, з 1912 року — чотирикласна, бібліотека.
12 червня 2020 року, відповідно до розпорядження Кабінету Міністрів України № 721-р «Про визначення адміністративних центрів та затвердження територій територіальних громад Полтавської області», село увійшло до складу Хорольської міської громади..
19 липня 2020 року, в результаті адміністративно - територіальної реформи та ліквідації Хорольського району, село увійшло до складу новоутвореного Лубенського району.

### Легенда про Свято-Вознесенську церкву
Серед гордих осокорів і пишних верб стояла у селі Новоаврамівці диво-казка — біленька хатинка з барвистими віконницями і усміхненими вікнами.
Жила у цім гостиннім будиночку Меланія Тур, гарна чорнобрива молодиця, яка попри те, що втратила чоловіка, дивилася на цей світ відкрито і весело. Адже доля на згадку про коханого подарувала їй двох синів: Захара і Степана, які вже стали справжніми господарями на їхньому клаптику землі. Щиро дякувала Меланія Богу за таких працелюбних, богобоязливих і слухняних дітей і просила для них щасливої долі. Ладна була небо прихилити, лиш би вони вдало поодружувалися та звеселили подвір'я дзвінкими дитячими голосами.
Ось і зараз, привітавшись із квітучою вишенькою, прямує стежиною через луки до церкви, щоб відговітися перед Великоднем, поставити свічки за упокій Івана та за здоров'я Степана та Захара.
Ось уже і річка, човен під вербою, весла… Посміхаючись думкам про те, як хлопці засоромились, коли мати почала говорити про одруження, Меланія не помітила, що хмарка, яка недавно метлялася під сонцем, враз виповнилася, завирувала, заступила обрій, заполонила небо.
Розбудив від думок нагальний грім нечуваної сили. Чи просто не чула попередніх, тихіших, чи як воно сталося, але хмара насунула чорна, як вороння, важка і загрозлива. Блискавки хрестили її вздовж і впоперек, перекочуючи громи на високих хвилях. Дощ линув такий, що не продихнеш. Холодні потоки води струменіли за комір вишитої сорочки. Вітер кидав човен, як сірникову коробку.
Меланія нічого не могла зробити, весла в її руках проти стихії були безсилі. Єдина надія була на Бога. І Меланія молилась. Здавалося, зливі не буде кінця. Жінка вихлюпувала воду і весь час молилась, молилась.
Нарешті шум почав стихати. Небо яснішало, лунали голоси. Піднімалися трави, прибиті дощем, прим'яті вітром, але живі. Злива, що вирувала над річкою, над селом, прогула по луках і зупинилась десь там, втихомирившись. Запала тиша. Здавалось, чути, як бринить на спориші роса.
Меланія направила човна до берега і, завдяки Богу за порятунок, пішла до церкви.
А вночі жінці приснився дивний сон. Ніби у їхньому селі неподалік її садиби піднялася церква горда і пишна, з позолоченими куполами і хрестами, голосистими дзвонами.
І зрозуміла, прокинувшись, Меланія, що її порятунок у буремній зливі і цей дивний сон тісно пов'язані. Порадившись із синами, вирішила у пам'ять про чоловіка і у знак вдячності за дари Божі виділити кошти на початок будівництва церкви у селі Новоаврамівка. Старший син Захар узявся керувати будівництвом.
Односельці дружно підтримали Меланію в її починаннях. Перестук молотків та перегук голосів було чути майже весь час, ледь у кого знаходилась вільна хвилинка.
І ось мрія жінки здійснилася: на високім пагорбі, ближче до небес і зір, милуючись красою у хвилях річки Хорол, гордо піднялась у Новоаврамівці трикупольна Свято-Вознесенська церква для хвали Бога, подяки Богу, спілкування з Богом.
Наприкінці грудня 1917 року розпочався період першої радянської окупації. Новоаврамівська сільська Рада виникла у 1918 році. 1926 року у ній було 441 господарство. Загальна чисельність населення приписане до сільської ради складає 2411 осіб.
До сільської ради входили населенні пункти: Велико-Оводів, Ганзенко-Яковенків, Глущенків-Волошин, Горбунків, Горбів, Захаренків, Новоаврамівка, Поділ, Семенютин 1-й, Семенютин 2-й, Хитряків, Явтушенків.
У другій половині 1920-х — на початку 1930-х років виникли кооперативні об'єднання: кредитне, машинне товариство, ТСОЗ «Червона Зірка», артіль «Своя праця» (1930). Уже в 1931 році ТСОЗ та артіль «Своя праця» об'єдналися в колгосп «Червона зірка». 1935 року в Новоаврамівці відкрили середню школу. Збудовано клуб з кіноустановкою, бібліотеку з читальним залом.
Під час німецької окупації (19.09.1941 — 19.09.1943) окупанти розстріляли 6 селян, селу завдали руйнувань. На 1 жовтня 1943 року в Новоаврамівці мешкало 1427 осіб. Збудовано цегельний завод, налагоджено виробництво черепиці.
20 червня 1954 року у м. Хоролі організована виставка будівельних матеріалів новоаврамівських умільців. КСП «Червона зірка» зерно-буряківничого напрямку, тваринництво. Господарство 9 разів було учасником ВДНГ СРСР та УРСР.
У селі відділення зв'язку, АТС, побутові майстерні, готель, універмаг, стадіон, лазня, перукарня. Будинок спеціаліста, середня школа, лікарня, амбулаторія з рентген кабінетом, аптека, дитячі ясла-садок, Будинок культури (на 300 місць) з кіноустановкою, бібліотека. 1 Травня 1959 року відкрито сільський історико-краєзнавчий музей, який 1968 року удостоєний звання народного. З 1957 року видавалася колгоспна багатотиражка «Червона Зірка».
Уродженцем села Мала Попівка є драматург Зіновій Іванович Прокопенко, Герой Радянського Союзу (1945) та Герой Соціалістичної Праці (1982) — Іван Мусійович Третяк. Уродженцем Новоаврамівка є Герой Соціалістичної Праці Іван Маркович Мовчан, генерал-майор, кандидат військових наук М. С. Тур.
Встановлено надгробки: на братській могилі борців за владу Рад (1966), на братській могилі радянських воїнів (1955), які полягли 1943 під час визволення села та обеліск у пам'ять про воїнів-односельців, які загинули (176 осіб) на фронтах німецько-радянської війни.

## Політика

### Парламентські вибори, 2019
На позачергових парламентських виборах 2019 року у селі функціонувала окрема виборча дільниця № 530885, розташована у приміщенні сільської ради.
Результати
- зареєстровано 730 виборців, явка 63,42%, найбільше голосів віддано за «Слугу народу» — 48,47%, за «Опозиційну платформу — За життя» — 11,14%, за Всеукраїнське об'єднання «Батьківщина» — 9,61%.[3] В одномандатному окрузі найбільше голосів отримав Анастасію Ляшенко (Слуга народу) — 30,24%, за Костянтина Іщейкіна (самовисування) — 27,59%, за Фахраддіна Мухтарова (самовисування) — 12,36%[4].

## Економіка
- «Червона Зірка», сільськогосподарський ПК.
- Новоаврамівський цегельний завод.

## Населення
Населення становить 1064 осіб.
На 1787 рік — 743 душі чоловічої статі козаків, казенних селян, кріпаків, козацької старшини. У 1859—239 дворів, 1858 мешканців. 1863 року 239 дворів, 1947 мешканців. На 1.10.1943 року в Новоаврамівці — 1427 мешканців. 1990 року проживало 1210 мешканців.

## Об'єкти соціальної сфери
Освітні установи села — Новоаврамівський ліцей та дитячий садочок «Барвінок».
У Новоаврамівці з 1958 року працює краєзнавчий музей, що відкрився одним з перших на Полтавщині.

## Пам'ятки

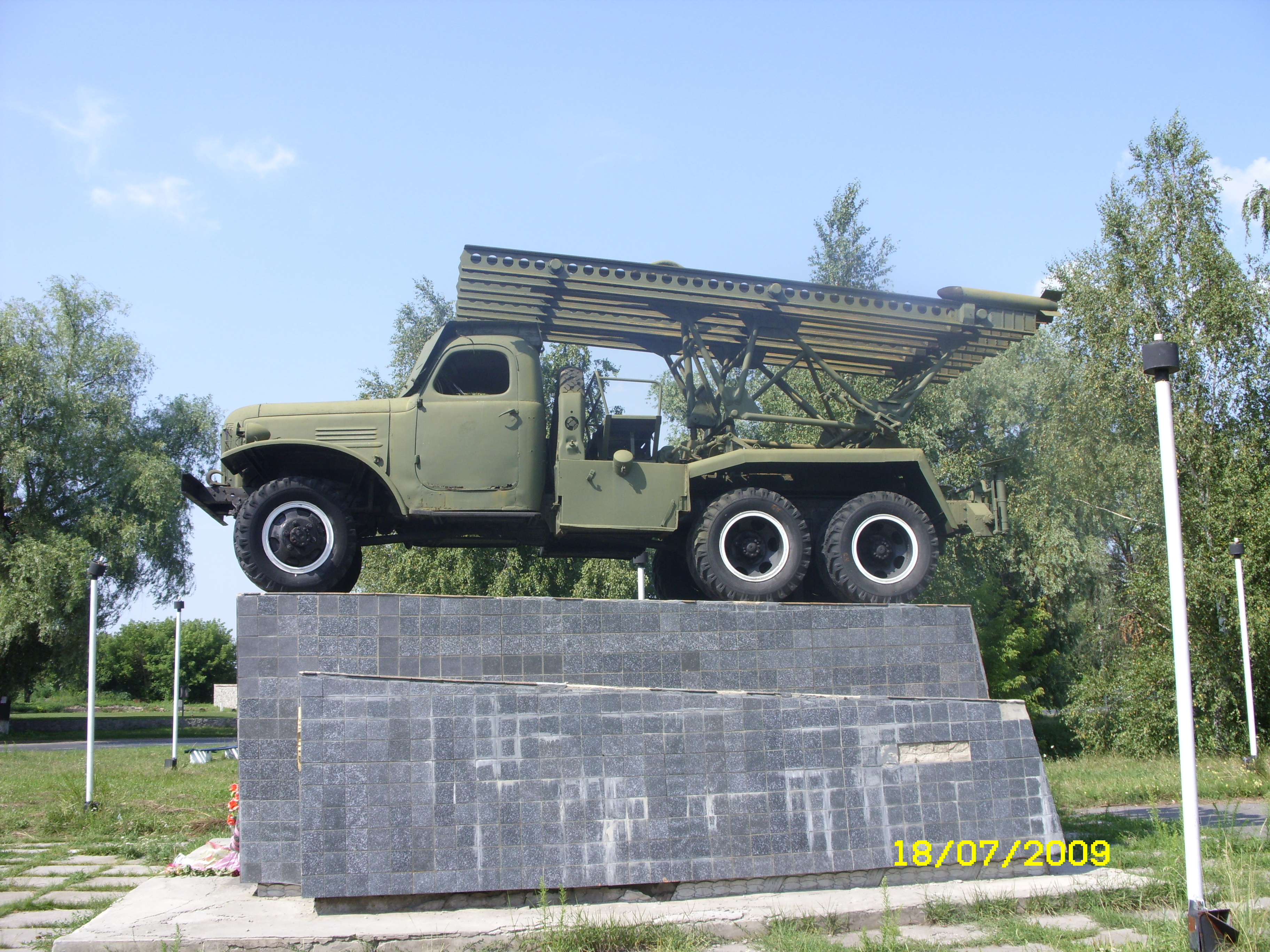
Пам'ятник «Катюша» на честь звільнення села від фашистських загарбників

- Пам'ятник БМ-13 на базі ЗІЛ-157

## Відомі люди

### Народились
- Наріжний Микола Григорович — радянський військовик часів Другої Світової війни, Почесний громадянин Хорола.
- Сергієнко Сергій Олексійович (1988—2018) — солдат Збройних сил України, учасник російсько-української війни.